# 韓國士兵誤向客機開火事件
韓國士兵誤向客機開火事件是發生在2011年6月17日的一宗事件，起因是離北方界線僅2公里的仁川市喬桐島上，駐守的大韓民國海軍陸戰隊錯將一架由四川成都飛往首爾仁川機場的韓亞航空客機誤認為朝鲜人民軍的戰鬥機，而使用K-2步枪向其開火近10分钟，射出子弹99发，由于超出步枪射程，客機未受损且正常降落。事後，韓國國軍的發言人對外證實了這一起冒失的錯誤事件，并在随后表示两名哨兵是按程序作业，不会处罚这两名队员。
客机乘客和机组人员当时对枪击事件不知情。据报道称，韩国客机通常在朝韩争议的海上分界线空域靠南（靠近韩国一侧）飞行，但这架飞机飞行路线偏北，较平时不同，因此误判为朝鲜战机。韩亚航空公司则称飞机没有脱离航线。军方称已要求航空公司按原定航线飞行，并加强哨兵的识别客机训练。韩国国土海洋部对客机航迹分析后认为其未偏离航线。韩亚航空公司对记者表示暂不考虑诉诸法律。
韩国国防部人士称，已调查此次事件，调查认为这是无“特别问题”的个案，故不会对外公开。